# Andersonia echinocephala
Andersonia echinocephala là một loài thực vật có hoa trong họ Thạch nam. Loài này được (Stschegl.) Druce mô tả khoa học đầu tiên năm 1916.